# Ochromima pallipes
Ochromima pallipes är en skalbaggsart som först beskrevs av Olivier 1795.  Ochromima pallipes ingår i släktet Ochromima och familjen långhorningar.
Artens utbredningsområde är Surinam. Inga underarter finns listade i Catalogue of Life.